# Negros Oriental
Negros Oriental é um província de  primeira classe de renda da província (d) na região Negros Island Region, nas Filipinas. De acordo com o censo de 1 de maio  de  2020 possui uma população de 1 432 990 pessoas e 307 894 domicílios.
A sua capital é Dumaguete.

## Subdivisões
Municípios
- Amlan
- Ayungon
- Bacong
- Basay
- Bindoy
- Dauin
- Jimalalud
- La Libertad
- Mabinay
- Manjuyod
- Pamplona
- San Jose
- Santa Catalina
- Siaton
- Sibulan
- Tayasan
- Valencia
- Vallehermoso
- Zamboanguita

Cidades
- Bais
- Bayawan
- Canlaon
- Dumaguete
- Guihulngan
- Tanjay